# Mellicta caucasica
Mellicta caucasica är en fjärilsart som beskrevs av Otto Staudinger 1871. Mellicta caucasica ingår i släktet Mellicta och familjen praktfjärilar. Inga underarter finns listade i Catalogue of Life.